# دین‌اندیشان متجدد: روشنفکری دینی از شریعتی تا ملکیان
دین‌اندیشان متجدد: روشنفکری دینی از شریعتی تا ملکیان کتابی از محمدمنصور هاشمی است که در سال ۱۳۸۵ از سوی انتشارات کویر منتشر شد. هاشمی در این کتاب به بررسی اندیشه‌های علی شریعتی، عبدالکریم سروش، محمد مجتهد شبستری و مصطفی ملکیان پرداخته‌است. 
ترجمهٔ ترکی استانبولیِ این کتاب در ترکیه منتشر شده‌است.
این کتاب را می‌توان تکمله‌ای بر کتاب هویت‌اندیشان و میراث فکری احمد فردید دانست.

## نقد و معرفی
سیروس علی‌نژاد طی مقاله‌ای در سایت بی‌بی‌سی فارسی به معرفی این کتاب پرداخت. او معتقد است هاشمی «توانسته است در صفحات محدودی خوانندگان خود را با افکار و آرای یک یک متفکران مورد نظر خود آشنا کند، درباره‌ی آنان به داوری بنشیند و غث و سمین‌ها را برجسته کند.»
رسول جعفریان مطالب کتاب راجع به علی شریعتی را مورد انتقاد قرار داد.
علی‌اصغر حق‌دار نیز مقاله‌ای در کتاب ماه علوم اجتماعی راجع به کتاب نوشت.
یادداشت‌هایی دربارهٔ این کتاب در روزنامهٔ فرهیختگان، روزنامه شرق و روزنامه اعتماد منتشر شد.